# Zadnja večerja (del Castagno)
Zadnja večerja (1445–1450) je freska italijanskega renesančnega umetnika Andrea del Castagna, ki je v refektoriju (jedilnica) samostana Sant'Apollonia, danes Museo di Cenacolo di Sant'Apollonia, do katere se dostopa skozi vrata na ulici Ventisette Aprile na vogalu s Santa Reparata, v Firencah, dežela Toskana. Slika prikazuje Jezusa in apostole med zadnjo večerjo, pri čemer Juda, za razliko od vseh drugih apostolov, sedi ločeno na bližnji strani mize, kot je običajno pri upodobitvah zadnje večerje v krščanski umetnosti.
Sant'Apollonia je bil benediktinski samostan nun, Castagnova freska pa ni bila javno znana, dokler ni bil samostan leta 1866 zaprt: zdi se, da Vasari na primer ni vedel za sliko. Zato je treba pri analizi dela upoštevati izključno žensko občinstvo. Castagno je naslikal veliko sobo s figurami v naravni velikosti, ki so se soočale z redovnicami pri vsakem obroku. Freska bi služila kot didaktična podoba in navdih za meditacijo o njihovem odnosu z Jezusom. Naslikano s skrbno pozornostjo do naturalističnih detajlov – občutka resničnega prostora in svetlobe, na videz oprijemljivih detajlov okolja in realističnih figur – je moralo delo odločno govoriti o nenehnem pomenu evharističnega obroka v njihovem lastnem svetu.

## Opis
Čeprav je Zadnja večerja opisana v vseh štirih evangelijih, se zdi, da je Castagnova freska najbolj povezana z poročilom v Janezovem evangeliju, v katerem je enajst apostolov zmedenih in hudič "vstopi" v Juda, ko Jezus naznani, da ga bo eden od njegovih privržencev izdal. Drža sv. Janeza ko nedolžno spi, je lepo v nasprotju z Judovo napeto, pokončno pozo in pretirano poudarjenimi potezami obraza. Razen Jude imajo vsi Jezus in njegovi apostoli, vključno z ležečim svetim Janezom, nad glavo prosojni disk s nimbom.
Podrobnosti in naturalizem te freske prikazujeta načine, kako se je Castagno oddaljil od zgodnejših umetniških slogov. Položaji rok zadnjega para apostolov na obeh koncih freske se zrcalijo z doseženim realizemom. Barve oblačil apostolov in njihove drže prispevajo k uravnoteženosti kompozicije. Zelo podrobne marmorne stene spominjajo na rimske stenske poslikave "prvega sloga", stebri in kipi grifonov pa spominjajo na klasično kiparstvo in slikarstvo trompe l'oeil. Poleg tega barvni poudarki v laseh figur, tekoča oblačila in perspektiva v nimbih napovedujejo prihodnji napredek.
Zadnja večerja je bila glavno Castagnevo delo in njegovega ateljeja. Kakovost figur in podrobnosti je lahko neenakomerna. Zdi se, da je desna roka svetega Petra zamenjana z levo roko. Nekatere figure so ne kažejo čustev, kar je značilno za zgodnji visokorenesančni slog in ponazarja slog Piera della Francesca. Leonardo da Vinci je to delo, ki je v refektoriju samostana redovnic, morda videl ali pa je bil seznanjen s tem delom, preden je naslikal svojo veliko bolj čustveno lastno  Zadnjo večerjo.
Freska je v odličnem stanju, deloma zato, ker je več kot stoletje ostala za ometanim zidom. Sodobna Castagnova freska na zgornjem registru, ki ni zaščitena, kaže na večjo degradacijo in prikazuje Križanje, obkroženo z Vstajenjem in Pokopom.